# Orifizio interno dell'utero
Nell'anatomia femminile l'orifizio interno dell'utero è la parte che si ritrova fra l'istmo e il canale della cervice, si ritrova all'interno della cavità uterina.

## Anatomia
Il corpo dell'utero ricorda la figura di un triangolo, e il suo apice è costituito dal canale interno.